# Iesada Tokugawa
Iesada Tokugawa (japonsky 徳川 家定, Tokugawa Iesada; 6. května 1824 – 14. srpna 1858) byl třináctý šógun dynastie Tokugawa (období Edo). Z pozice šóguna vládl pouhých pět let (1853–1858). Byl neduživý a podle některých historiků nebyl vůbec zdravotně způsobilý šógunem se stát.
Jeho vládou začalo období Bakumacu (konec šógunátu).

## Život
Byl čtvrtým synem 12. šóguna Iejošiho Tokugawy. Žádný z jeho starších sourozenců však nepřežil kojenecký ani dětský věk, proto byl Iesada již v útlém věku prohlášen za Iejošiho nástupce. V raném dětství prodělal neštovice. Již po smrti šóguna Ienariho v roce 1841 probíhaly v šógunátu velké diskuze, zda je Iesada schopný převzít trůn. Jako potenciální nástupce byl jmenován Jošinobu Tokugawa. Proti tomu se však důrazně postavil ródžú Abe Masahiro a Iesada dědicem zůstal. Jošinobu se vlády ujal až roku 1866 jako poslední vládce tokugawského šógunátu.
Jeho matkou byla Honjuin, jedna z nejoblíbenějších konkubín Iejošiho Tokugawy.
Iesada byl oficiálně třikrát ženatý. Jeho první manželkou byla Acuko Takacukasa, dcera Masahira Takacukasy, mocného vůdce z přelomu 17. a 18. století. Tento muž byl věrným spojencem klanu Tokugawa. Acuko však zemřela po pár letech jejich manželství na neštovice. Manželství tak zůstalo bezdětné.
Jeho druhou manželkou se stala Hideko Ičidžó, dcera Tadajošiho Ičidžó, dalšího mocného a bohatého daimjó. Její rodina se skládala z dvorských šlechticů a opět se jednalo především o sňatek strategický. Hideko však zemřela necelý rok po svatbě a manželství opět bylo bezdětné.
Jeho třetí a poslední manželství bylo s princeznou Acuko (1836–1883), dcerou Nariakira Šimazua (ze Sacumy). I když Acuko nezemřela na počátku manželství a šóguna Iesadu přežila, potomka spolu neměli. To bylo pro šógunát problematické a Iesada se rozhodl adoptovat mladého chlapce jménem Iemoči Tokugawa. Jeho biologickým otcem byl Narijuki Tokugawa, daimjó Wakajamy a bratr Iejošiho Tokugawy.

## Vláda
Hlavní výzvou pro šógunát v období Iesadovy vlády byl tlak západních zemí, zejména Spojených států, na otevření Japonska pro obchod. Iesada se těchto jednání kvůli chatrnému zdraví příliš neúčastnil, vedl je Abe Masahiro. Dne 21. října 1857 nicméně Iesada přijal nově příchozího amerického konzula Townsenda Harrise na hradě v Edu.
V roce 1858 Iesada podepsal tzv. Harrisovu smlouvu a Japonsko-americkou smlouvu o míru a přátelství. Následně podepsal i další podobné smlouvy se Spojeným královstvím (1854), Rusy (1855) a Francouzi (1858). Souhrnné označení pro tyto smlouvy je Ansejské dohody. Jejich uzavření znamenalo prolomení politiky sakoku (tzn. politiky uzavřené země) a otevřely Japonsko zahraničním vlivům.
Kómei, v té době vládnoucí císař, byl odpůrcem této politiky, i když smlouvy sám nakonec ratifikoval. Jeho na veřejnosti odmítavý postoj k těmto smlouvám silně posílilo hnutí sonnó džói, které usilovalo o svržení šógunátu a návrat moci do rukou císaře.
Období Iesadovy vlády bylo poznamenáno i několika přírodními katastrofami.
- Roku 1854 zabila série zemětřesení zvaná Nankaidó a následné tsunami přibližně 80 000 lidí. V prosinci téhož roku na Japonsko udeřilo další silné zemětřesení, tzv. Tókai, pojmenované podle regionu, které postihlo nejsilněji. [5]
- Roku 1855 následovala další silná zemětřesení.[6]
- Roku 1858 došlo v Japonsku k velké epidemii cholery, která trvala až do roku 1860. Podle odhadů na choleru tehdy zemřelo 100 000 – 200 000 obyvatel v Edu i v ostatních částech země. [7]